# Peter Lorre
Peter Lorre, pseudonimo di László Löwenstein (Ružomberok, 26 giugno 1904 – Los Angeles, 23 marzo 1964), è stato un attore ungherese naturalizzato statunitense.

## Biografia
Scappato di casa a quindici anni, lavorò dapprima in spettacoli viaggianti e successivamente sui palcoscenici di Vienna e di Zurigo, iniziando la carriera cinematografica nel 1928. Fu notato da Fritz Lang, che gli affidò la parte dell'assassino psicopatico di M - Il mostro di Düsseldorf (1931), primo film sonoro del regista.
Essendo ebreo fu costretto a lasciare la Germania nel 1933 dopo l'avvento di Adolf Hitler, e lavorò dapprima in Francia, poi nel Regno Unito, dove partecipò a un paio di film di Alfred Hitchcock, L'uomo che sapeva troppo (1934) e Amore e mistero (1936), sempre fedele al suo personaggio e conferendo un tocco sinistro alle proprie interpretazioni. Trasferitosi a Hollywood nel 1935, dimostrò di possedere solide doti di attore drammatico di formazione espressionistica (grazie alla lunga esperienza teatrale compiuta in Europa), evidenziate con il ruolo di Roderick Raskolnikov in Ho ucciso! (1935), trasposizione cinematografica del romanzo Delitto e castigo di Dostojevskij, diretta da Josef von Sternberg.
Con il suo volto espressivo, anche se molle, e lo sguardo acquoso e sfuggente, Lorre fu il prototipo del paranoico, del criminale, del traditore, dell'essere squallido e abietto, nato con M - Il mostro di Düsseldorf (1931) di Fritz Lang. In quel film impersonava con straordinaria compenetrazione - non solo psicologica, ma anche fisica - l'allucinato delinquente sessuale che adescava bambine per ucciderle. Lorre era alto 1,60 cm circa, e quell'espressione dagli occhi sporgenti divenne con il passare del tempo una maschera grottesca da bimbo folle, che portava in sé i segni di un'esistenza fatta di sofferenze, abusi, abbandoni.
In seguito recitò in diversi film gialli o di spionaggio; dal 1937 al 1939 interpretò il detective giapponese Mr. Moto, in otto film ideati da John P. Marquand. Dimostrando un sempre maggior eclettismo, Lorre giunse all'apice interpretando il ruolo che lo rese notissimo, il frivolo ed effeminato Joel Cairo nel noir Il mistero del falco (1941), che segnò l'esordio alla regia di John Huston. Lorre formò una coppia ben assortita con il comprimario Sydney Greenstreet, e i due lavorarono successivamente in altri sette film. Greenstreet era massiccio, freddo e soavemente crudele, Lorre minuto, nervoso e petulante, con i suoi occhi sporgenti e un'acuta voce nasale. Tali caratteristiche resero indimenticabile anche il personaggio del trafficante Ugarte in Casablanca (1942), ma consentirono a Lorre di alternare i ruoli drammatici con prestazioni dalla spiccata vena comica, come in Arsenico e vecchi merletti (1944) e nel successivo Il tesoro dell'Africa (1953).
Cittadino statunitense dal 1941, all'inizio degli anni cinquanta Lorre tornò per breve tempo in Germania, dove interpretò e diresse L'uomo perduto (1951), storia di un uomo che diventa assassino per circostanze ambientali estranee alla sua volontà, il cui significato ultimo assurge al valore simbolico di una polemica contro la Germania nazista. La carriera dell'attore aveva però imboccato la parabola discendente, che negli ultimi anni lo condusse a orientarsi verso ruoli da caratterista, o decisamente macchiettistici, come in Ventimila leghe sotto i mari (1954), Il giro del mondo in 80 giorni (1956), La storia di Buster Keaton (1957) e Il marmittone (1957), con Jerry Lewis.
Lorre, precocemente invecchiato e appesantito, diede un magistrale e ironico contributo nelle pellicole horror I racconti del terrore (1962) e I maghi del terrore (1963) di Roger Corman, e Il clan del terrore (1964) di Jacques Tourneur, nelle quali i registi si divertirono a dissacrare i cliché del genere horror e diedero modo all'attore di dimostrare una volta di più il proprio talento comico. Memorabile, cinica e abietta fu anche l'interpretazione che Lorre fornì nell'episodio Man from the South (1960), della serie Alfred Hitchcock presenta, accanto a Steve McQueen. Il ruolo del gonfio e mellifluo Carlos lo scommettitore fu uno degli ultimi ruoli di Lorre, un interprete ormai relegato, per necessità esistenziali, a parti secondarie. Il plot di Man from the South fu ripreso da Quentin Tarantino in Four Rooms (1995).

### I problemi di salute e la morte
Fin dall'epoca della lavorazione della serie Mr. Moto Lorre iniziò a soffrire di dolorose coliche alla cistifellea, che per il resto della vita gli causarono insopportabili sofferenze e stati d'ansia, con conseguenti gravi problemi sul lavoro. Per alleviare il dolore, i medici gli prescrissero morfina, e l'attore sviluppò presto la dipendenza dal medicinale.
Morì nel 1964, a 59 anni, per un'emorragia cerebrale, accasciandosi accanto al suo letto e venendo trovato il giorno successivo dalla sua cameriera. Fu cremato e le ceneri tumulate in una celletta dell'Hollywood Forever Cemetery. Vincent Price, uno dei suoi migliori colleghi e amici, nell'elegia funebre sottolineò la passione di Lorre per il mestiere di attore e la sua sensibilità emotiva e umana.

### Vita privata
Lorre si sposò tre volte: nel 1934 con l'attrice Celia Lovsky, da cui divorziò nel 1945; nello stesso anno sposò l'attrice Kaaren Verne, da cui divorziò nel 1950; nel 1953 sposò Anne Marie Brenning, che gli diede la figlia Catharine. 
Nel 1977 gli strangolatori di Hillside (Kenneth Bianchi e Angelo Buono) avvicinarono Catharine con l'intenzione di rapirla e ucciderla ma, quando appresero che era la figlia di Peter Lorre, la lasciarono andare.

## Citazioni
- Peter Lorre è citato nella canzone Year of the Cat di Al Stewart del 1977 (...You go strolling through the crowd like Peter Lorre contemplating a crime... - Passeggi in mezzo alla folla come Peter Lorre quando contempla un crimine...).
- È citato anche nella canzone di Lou Reed Brandenburg Gate: I was thinking Peter Lorre when things got pretty gory as I crossed to the Brandeburg Gate.
- Peter Lorre è spesso caricaturizzato in vari cartoni animati come ad esempio ne La grande idea, dove veste i panni di uno scienziato pazzo di nome "Dr. Lorre" , La lepre che drizza i capelli .,[5][6] ed anche nel film Looney Tunes: Back in Action.[7] tutti della casa cinematografica della Warner Bros., in Spongebob come Slappy Daze ed ha anche ispirato il protagonista Ren Höek della serie The Ren & Stimpy Show
- È citato nel romanzo Il giovane Holden (The Catcher in the Rye) di J. D. Salinger, nel capitolo 10.
- Nel finale del film I magliari (1959) il personaggio interpretato da Alberto Sordi, dopo essere stato estromesso dall'impresa, si "rifà" evocando negativamente l'imprenditore tedesco che lo ha sostituito, che, per gli occhi quasi altrettanto sporgenti, chiama "Peter Lorre".
- È citato più volte nel racconto Appartamento a basso canone di Richard Matheson.
- Il gruppo britannico The Jazz Butcher nel 1986 gli dedicò un singolo dal titolo Peter Lorre.[8]

## Filmografia

### Cinema

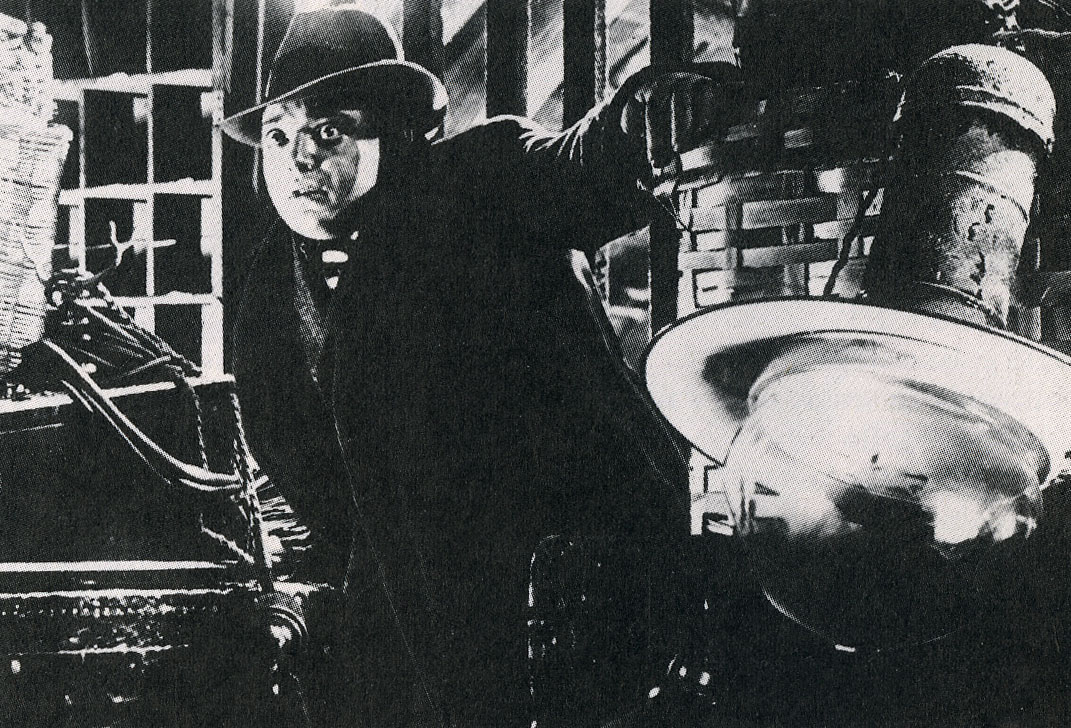
Peter Lorre in M - Il mostro di Düsseldorf (1931)

- Die verschwundene Frau, regia di Karl Leiter (1929) - non accreditato
- Il diavolo bianco (Der weiße Teufel), regia di Aleksandr Volkov (1930)
- M - Il mostro di Düsseldorf (M), regia di Fritz Lang (1931)
- Bomben auf Monte Carlo, regia di Hanns Schwarz (1931)
- Die Koffer des Herrn O.F., regia di Alexis Granowsky (1931)
- I cinque del jazz band (Fünf von der Jazzband), regia di Erich Engel (1932)
- Schuß im Morgengrauen, regia di Alfred Zeisler (1932)
- Der weiße Dämon, regia di Kurt Gerron (1932)
- Stupéfiants, regia di Kurt Gerron e Roger Le Bon (1932) - Versione in lingua francese di Der weiße Dämon
- FP 1 non risponde (F.P.1 antwortet nicht), regia di Karl Hartl (1932)
- Unsichtbare Gegner, regia di Rudolph Cartier (1933)
- Les requins du pétrole, regia di Rudolph Cartier e Henri Decoin (1933) - Versione in lingua francese di Unsichtbare Gegner
- Was Frauen träumen, regia di Géza von Bolváry (1933)
- Dall'alto in basso (Du haut en bas), regia di Georg Wilhelm Pabst (1933)
- L'uomo che sapeva troppo (The Man Who Knew Too Much), regia di Alfred Hitchcock (1934)
- Amore folle (The Mad Love), regia di Karl Freund (1935)
- Ho ucciso! (Crime and Punishment), regia di Josef von Sternberg (1935)
- Amore e mistero (The Secret Agent), regia di Alfred Hitchcock (1936)
- Un dramma sull'oceano (Crack-Up), regia di Malcolm St. Clair (1936)
- Senza perdono (Nancy Steele Is Missing!), regia di George Marshall (1937)
- Tigre verde (Think Fast, Mr. Moto), regia di Norman Foster (1937)
- La spia dei lancieri (Lancer Spy), regia di Gregory Ratoff (1937)
- Il tesoro di Gengis Khan (Thank You Mr. Moto), regia di Norman Foster (1937)
- Il mistero del guanto avvelenato (Mr. Moto's Gamble), regia di James Tinling (1938)
- Mr. Moto coglie l'occasione (Mr. Moto Takes a Chance), regia di Norman Foster (1938)
- Chi vuole un milione? (I'll Give a Milion), regia di Walter Lang (1938)
- Il misterioso Mr. Moto (Mysterious Mr. Moto), regia di Norman Foster (1938)
- L'ultimo avvertimento di Mr. Moto (Mr. Moto's Last Warning), regia di Norman Foster (1939)
- Mr. Moto nell'isola del pericolo (Mr. Moto in Danger Island), regia di Herbert I. Leeds (1939)
- Mr. Moto va in vacanza (Mr. Moto Takes a Vacation), regia di Norman Foster (1939)
- L'isola del diavolo (Strange Cargo), regia di Frank Borzage (1940)
- I Was an Adventuress, regia di Gregory Ratoff (1940)
- Island of Doomed Men, regia di Charles Barton (1940)
- Lo sconosciuto del terzo piano (The Stranger on the Third Floor), regia di Boris Ingster (1940)
- You'll Find Out, regia di David Butler (1940)
- L'uomo della maschera (The Face Behind the Mask), regia di Robert Florey (1941)
- Mr. District Attorney, regia di William Morgan (1941)
- Avventura a Bombay (They Met in Bombay), regia di Clarence Brown (1941)
- Il mistero del falco (The Maltese Falcon), regia di John Huston (1941)
- Sesta colonna (All Through the Night), regia di Vincent Sherman (1941)
- L'agente invisibile (Invisible Agent), regia di Edwin L. Marin (1942)
- The Boogie Man Will Get You, regia di Lew Landers (1942)
- Casablanca, regia di Michael Curtiz (1942)
- Il fiore che non colsi (The Constant Nymph), regia di Edmund Goulding (1943)
- Le spie (Background to Danger), regia di Raoul Walsh (1943)
- La croce di Lorena (The Cross of Lorraine), regia di Tay Garnett (1943)
- Il giuramento dei forzati (Passage to Marseille), regia di Michael Curtiz (1943)
- La maschera di Dimitrios (The Mask of Dimitrios), regia di Jean Negulesco (1944)
- Arsenico e vecchi merletti (Arsenic and Old Lace), regia di Frank Capra (1944)
- I cospiratori (The Conspirators), regia di Jean Negulesco (1944)
- Ho baciato una stella (Hollywood Canteen), regia di Delmer Daves (1944)
- Berlino Hotel (Hotel Berlin), regia di Peter Godfrey (1945)
- L'agente confidenziale (The Confidential Agent), regia di Herman Shumlin (1945)
- L'idolo cinese (Three Strangers), regia di Jean Negulesco (1946)
- L'angelo nero (Black Angel), regia di Roy William Neill (1946)
- Incatenata (The Chase), regia di Arthur Ripley (1946)
- La morte viene da Scotland Yard (The Verdict), regia di Don Siegel (1946)
- Il mistero delle 5 dita (The Beast with Five Fingers), regia di Robert Florey (1946)
- La mia brunetta preferita (My Favorite Brunette), regia di Elliott Nugent (1947)
- Casbah, regia di John Berry (1948)
- La corda di sabbia (Rope of Sand), regia di William Dieterle (1949)
- Double Confession, regia di Ken Annakin (1950)
- Sabbie mobili (Quicksand), regia di Irving Pichel (1950)
- L'uomo perduto (Der Verlorene), regia di Peter Lorre (1951)
- Il tesoro dell'Africa (Beat the Devil), regia di John Huston (1953)
- Ventimila leghe sotto i mari (20,000 Leagues Under the Sea), regia di Richard Fleischer (1954)
- Congo (Congo Crossing), regia di Joseph Pevney (1956)
- Il giro del mondo in 80 giorni (Around the World in Eighty Days), regia di Michael Anderson (1956)
- Donne... dadi... denaro! (Meet Me in Las Vegas), regia di Roy Rowland, (1956)
- L'inferno ci accusa (The Story of Mankind), regia di Irwin Allen (1957)
- La bella di Mosca (Silk Stockings), regia di Rouben Mamoulian (1957)
- La storia di Buster Keaton (The Buster Keaton Story), regia di Sidney Sheldon (1957)
- Il marmittone (The Sad Sack), regia di George Marshall (1957)
- Il grande circo (The Big Circus), regia di Joseph M. Newman (1959)
- Viaggio in fondo al mare (Voyage to the Bottom of the Sea), regia di Irwin Allen (1961)
- Cinque settimane in pallone (Five Weeks in a Balloon), regia di Irwin Allen (1962)
- I racconti del terrore (Tales of Terror), regia di Roger Corman (1962)
- I maghi del terrore (The Raven), regia di Roger Corman (1963)
- Il clan del terrore (The Comedy of Terrors), regia di Jacques Tourneur (1963)
- Jerry 8¾ (The Patsy), regia di Jerry Lewis (1963)

### Televisione
- Climax! – serie TV, episodi 1x03-2x10-2x20-2x40-3x32 (1954-1957)
- The Eddie Cantor Comedy Theater – serie TV, episodio 1x15 (1955)
- The Star and the Story – serie TV, episodio 2x04 (1955)
- Screen Directors Playhouse – serie TV, episodio 1x16 (1956)
- The 20th Century-Fox Hour – serie TV, episodio 2x07 (1956)
- Alfred Hitchcock presenta (Alfred Hitchcock Presents) – serie TV, episodi 3x10-5x15 (1957-1960)
- Gli uomini della prateria (Rawhide) – serie TV, episodio 3x05 (1960)
- The Best of the Post – serie TV, episodio 1x12 (1961)
- Scacco matto (Checkmate) – serie TV, episodio 1x15 (1961)
- Indirizzo permanente (77 Sunset Strip) – serie TV, episodio 6x01 (1963)

### Cortometraggi
- Mann ist Mann, regia di Bertolt Brecht e Carl Koch (1931)

## Doppiatori italiani
- Carlo Romano in L'isola del diavolo, La corda di sabbia, Il tesoro dell'Africa, Ventimila leghe sotto i mari, Congo, Il giro del mondo in 80 giorni, La bella di Mosca, La storia di Buster Keaton, I filibustieri dei mari del sud, Il grande circo, I maghi del terrore
- Lauro Gazzolo in Sesta colonna, Casablanca, I cospiratori, Ho baciato una stella, L'idolo cinese, L'angelo nero, Incatenata, Il marmittone
- Bruno Persa in Il fiore che non colsi, La croce di Lorena, Arsenico e vecchi merletti, Viaggio in fondo al mare
- Paolo Stoppa in La spia dei lancieri
- Arrigo Colombo in Il mistero del falco
- Nino Pavese in Lo sconosciuto del terzo piano
- Vinicio Sofia in Cinque settimane in pallone
- Arnoldo Foà in Le spie
- Giorgio Capecchi in I racconti del terrore
- Luigi Pavese in Jerry 8¾
- Gianfranco Bellini in M - Il mostro di Düsseldorf (doppiaggio tardivo)
- Roberto Del Giudice in L'uomo che sapeva troppo (doppiaggio tardivo)
- Sergio Romanò in L'uomo che sapeva troppo (ridoppiaggio)
- Ferruccio Amendola in L'isola del diavolo (ridoppiaggio)
- Elio Pandolfi in Il mistero del falco (ridoppiaggio)
- Piero Tiberi in La maschera di Dimitrios (ridoppiaggio)
- Rodolfo Traversa in L'agente confidenziale (ridoppiaggio)
- Mino Caprio in La morte viene da Scotland Yard (ridoppiaggio)